# Camilo Alabern
Camilo Alabern y Casas (Barcelona, 1825-Madrid, 14 de septiembre de 1876) fue un grabador español.

## Biografía
Natural de Barcelona. Fue discípulo de su padre, Pablo, de Antonio Roca y de varios profesores extranjeros. Cuando contaba tan solo diecisiete años, grabó sobre acero algunas láminas de devoción para el editor madrileño Romeral y, desde entonces, se dedicó al estudio de los mejores sistemas, tratando de propagar los conocimientos modernos. Ilustró varias publicaciones oficiales y particulares y tuvo a su cargo el grabado topográfico del Atlas geográfico de España, publicado por Coello, que le brindó distinción.
Un crítico contemporáneo hablaba de él con estas palabras:

El señor Alabern, que cuenta sin duda alguna con mejores deseos que tal vez dotes necesarias para llevarlos a cabo, nos hizo contornos sin sombras, y las figuras están mal dibujadas. Sin embargo, los esfuerzos de este artista para dar a conocer por medio del grabado las mejores obras de nuestros pintores son dignos de elogio.

A sabiendas de que la aparición de la fotografía perjudicaba mucho al grabado, trató de darle a este nuevas aplicaciones.
Se dedicó a buscar un método que impidiera que se falsificasen los billetes y los documentos de crédito. En la Exposición de Viena de 1873 dio a conocer su novedad, conocida como «espejismo». Su sistema de trepado de sellos de correos le causó problemas y provocó la redacción de un extenso expediente. Aun así, contó con la ocasión de manifestarse y explicarse ante una comisión de la ya entonces extinguida Asociación de ingenieros industriales.
Falleció en Madrid el 14 de septiembre de 1876.

## Obras destacadas
Entre sus obras más destacadas se cuentan:
- Atlas geográficos, publicados en Barcelona en 1846 y 1860;
- Galería de cuadros escogidos del Real Museo de pinturas de Madrid, grabada por el sistema alemán-francés y publicada en Madrid en 1860;
- Atlás histórico universal, dado a luz también en la capital en 1852; y
- varios grabados para obras de religión y literatura, así como los presentados en las varias exposiciones de Bellas Artes de Madrid.

## Familia
Pertenecía a una familia de importantes grabadores barceloneses. Era hijo de Pablo Alabern y Molas, hermano de Ramón Alabern y Casas y sobrino de Ramón Alabern y Molas, conocido por elaborar el primer daguerrotipo hecho en España, en el año 1839.